# Phyllonycteris major
Espèce
Synonymes
- Phyllonycteris (Phyllonycteris) major Anthony, 1917[1]

Phyllonycteris major est une espèce éteinte de chauves-souris de la famille des Phyllostomidae qui n'est connue qu’à partir de fossiles découverts à Porto Rico.

## Description
Dans sa description originale de 1917, l'auteur, Harold Elmer Anthony, précise que cette espèce est très proche de Phyllonycteris poeyi qui n'est présente qu'à Cuba. Pour lui se serait une raison de plus de penser que Cuba et Porto Rico aurait été reliés dans le passé. Il suggère également qu'il ne serait pas exclu de trouver des individus de cette espèce encore en vie. 

## Publication originale
- (en) H. E. Anthony, « Two new fossil bats from Porto Rico », Bulletin of the American Museum of Natural History, New York, Musée américain d'histoire naturelle, vol. 37, no 19,‎ 1917, p. 565-568 (ISSN 0003-0090 et 1937-3546, OCLC 1287364, lire en ligne).